# 도가머리

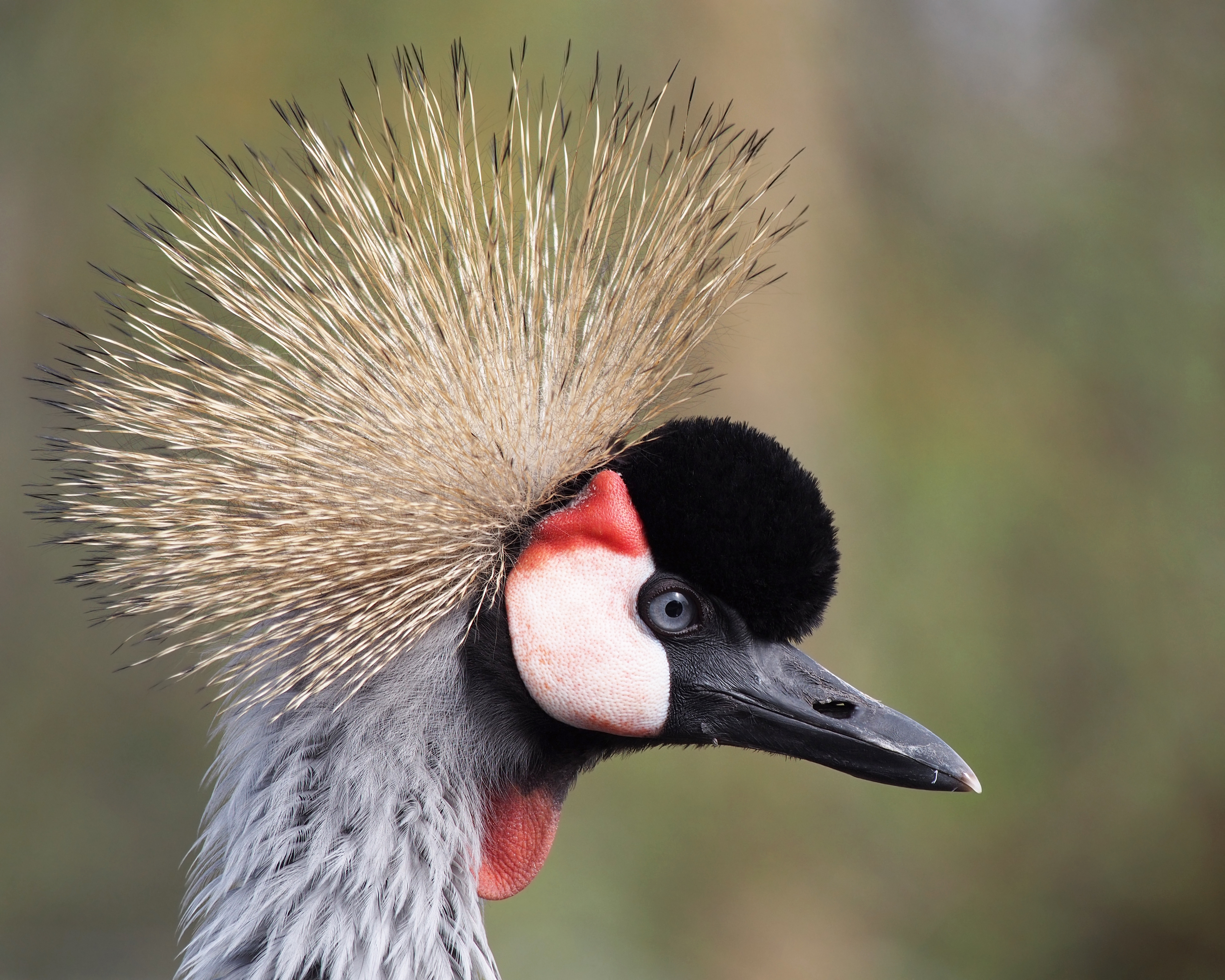
회색관두루미.

도가머리(crest)는 조류 및 공룡의 일부 종에게서 나타나는, 머리의 깃털 몇 가닥이 길게 자란 구조물이다. 깃털로 된 것으로서, 뼈덩어리인 투구돌기, 살덩어리인 볏과는 다르다.

## 같이 보기
- 볏
- 왕관펭귄속
- 고기수염